# Dennis King (giornalista)
William Dennis King (Durham, 1941) è un giornalista statunitense, famoso per le sue inchieste sulle sette religiose, sui "culti" politici e sui gruppi che predicano l'antisemitismo pubblicati su vari giornali e riviste, sia a livello locale che nazionale.
Laureatosi nel 1965 presso la University of North Carolina, partecipa attivamente durante gli anni sessanta alle attività del Partito Progressista del Lavoro. Successivamente, si trasferisce a New York (dove ha vissuto per circa 40 anni) e nel 1977 comincia ad investigare su Fred Newman e il suo Partito Internazionale dei Lavoratori.
King è soprattutto conosciuto per essere uno dei più agguerriti critici di Lyndon LaRouche e del suo movimento. A partire dal 1981, collabora con Chip Berlet e Russ Bellant nella pubblicazione di una serie di documenti che accusano LaRouche di condurre attività illegali attraverso la sua organizzazione. Il Washington Post ha addirittura parlato di minacce ricevute dal Movimento LaRouche a causa delle sue inchieste.
Negli oltre 40 anni di attività giornalistica, King ha creato un archivio personale vastissimo, contenente informazioni del più vario genere sul Movimento LaRouche, su altri movimenti politici e religiosi (con particolare predilezione per quelli antisemiti) e su tutti i vari gruppi di attivisti di cui ha fatto parte. Scopo ultimo dichiarato: continuare a raccogliere informazioni e materiali di prima mano per poterle in seguito depositare presso biblioteche pubbliche e renderle di pubblico dominio.
Ha pubblicato due libri: Lyndon LaRouche and the New American Fascism (1989), un'inchiesta dettagliata sul "fenomeno Lyndon LaRouche"; Get the Facts on Anyone, una sorta di manuale per i giornalisti investigativi. Negli anni ottanta e nei primi anni novanta, ha tenuto numerose conferenze in varie università negli Stati Uniti e in Canada.

## Opere
- 1989 - Lyndon LaRouche and the New American Fascism, Ed. Doubleday, ISBN 0-385-23880-0
- 1995 - Get the Facts on Anyone, Ed. MacMillan Publishing Company, ISBN 0-02-862821-7